# (3216) Harrington
(3216) Harrington (1980 RB; 1969 TH3) ist ein ungefähr vier Kilometer großer Asteroid des inneren Hauptgürtels, der am 4. Januar 1980 vom US-amerikanischen Astronomen Edward L. G. Bowell am Lowell-Observatorium, Anderson Mesa Station (Anderson Mesa) in der Nähe von Flagstaff, Arizona (IAU-Code 688) entdeckt wurde.

## Benennung
(3216) Harrington wurde nach dem Astronomen Robert Sutton Harrington (1942–1993) benannt, der am United States Naval Observatory (IAU-Code 689) als Programmdirektor zur Bestimmung von Parallaxen und Eigenbewegungen schwacher Sterne arbeitete. Als führender Forscher über die Umlaufbahnmerkmale des Mondes von (134340) Pluto und die Masse von Pluto hat er Beobachtungs- und theoretische Studien über die Bewegungen der Planeten und Satelliten und die wahrscheinlichen Entwicklungen durchgeführt, die zur aktuellen Verteilung der Planeten führten. Er untersuchte auch die mögliche Existenz eines neuen Planeten in unserem Sonnensystem.